# 세페우스자리 T
세페우스자리 T는 미라형 변광성이다.

## 같이 보기
- 세페우스자리 VV
- 미라 (항성)